# 帝國鑄幣法
帝国鑄幣法（德語：Reichsmünzordnung，德語發音：[ˈʁaɪçsˌmʏntsˌʔɔʁdnʊŋ]）是由神圣罗马帝国所頒布的铸币法令，即“皇家铸币法令”，旨在统一16世纪以來神圣罗马帝国境內各个国家使用的各种不同貨幣的狀況。
这项法令于 16 世纪 30 至 60 年代在奥格斯堡议会分阶段颁布，但并未被帝国境内所有诸侯完全采纳。

## 歷史
在神聖羅馬帝國境內，其貨幣鑄造權由數不清的鑄幣權擁有者行使。最初只有選帝侯，後來又有其他宗教和世俗的侯國、公國、伯國、領地，當然還有富裕的城市也加入其中，這導致了貨幣和金融體系極度分裂的混亂局面。當時關心經濟發展的各階層不斷提出要求，希望改善這種情況，因為它嚴重妨礙了商業活動。許多帝國會議都討論過這個問題，甚至還特別召開過「貨幣會議」。
而隨著時間的演變，德意志地區境內的貨幣制度已由原本統一的、以銀幣（銀芬尼）為基礎的加洛林貨幣體系分裂出各式各樣的貨幣制度，並演變成多個彼此差異甚大的區域性貨幣系統，這阻礙了貿易和經濟；而貨幣金屬本身——銀，也成為無數爭端的根源。
各個擁有鑄幣權的諸侯能隨意決定貨幣的成色和重量，造成公眾巨額損失，這促使皇帝查理五世開始試圖整頓已經混亂不堪的貨幣秩序。
1524年查理五世在埃斯林根頒布了第一部帝國鑄幣法：《埃斯林根帝國鑄幣條例》（Esslinger Reichsmünzordnung），該法規規定將「科隆馬克」定為帝國境內通用的貨幣重量標準，然而，因為帝國境內多個強大諸侯的抗議，這項法規幾乎沒有被實施，但它的誕生仍舊能歸功於查理五世。
1551年4月，帝國各區的錢幣學專家們在紐倫堡召開了一次「估價會議」，對當時流通的貨幣進行冶金檢測，並建議新貨幣體系中與各類貨幣的匯率。他們於5月27日提交的報告中列出了境內大多數的貨幣資料，包含：由帝國境內63個權力機構鑄造的 90 種金幣、50個外國權力機構鑄造的97種金幣、70個帝國鑄幣機構所鑄造的97種銀幣以及37種其他銀幣
1551年，第二部帝國鑄幣法：《奧格斯堡帝國貨幣法》（Augsburger Reichsmünzordnung）通過，而該法條試圖維持金古爾登（Goldgulden）與銀古爾登（Silbergulden）的等值匯率，並引入新的小額銀幣克羅伊茲（Kreuzer）的標準。而金古爾登和銀古爾登這兩種貨幣的面值都是72克羅伊茲（Kreuzer），而當時已廣泛流通的塔勒（Taler）則折算為68克羅伊茲。
然而，帝國金古爾登僅在美因河以南的小範圍內少量鑄造。在北德和中德，則繼續不受影響地鑄造格羅申（Groschen）和塔勒。
而官方也曾推出了帝國金古爾登（Reichsgoldgulden）金幣 ，但只鑄造了幾年。
隨著時間推移，金幣與銀幣的實質價值差異逐漸擴大，金古爾登的實際價值早已漲到了超過法律規定的72克羅伊茲，因此在8年後的1559年，皇帝斐迪南一世向在奧格斯堡召開的帝國議會提交了《斐迪南皇帝在奧格斯堡的新貨幣法》（Keysers Ferdinandi newe Münzordnung zu Augspurg M.D.LIX）。這第三部帝國貨幣法正式取消了金古爾登與銀古爾登的等值匯率。另外根據普法爾茨的要求，金古爾登被保留，但其價值被固定為 75 克羅伊茲。新的金幣單位則為「杜卡特」（Dukat）。銀古爾登的價值則被定為60克羅伊茲。然而，銀古爾登最終還是沒能擊敗銀塔勒（Silbertaler）的流通地位而逐漸被取代。
1566年，在斐迪南逝世兩年後，由於發現第三版帝國鑄幣條例無法在整個帝國境內推行，因此需要制定一項附加條款。 1566年，帝國議會接受了這種情況，並將推出一種新的銀幣（粗重29.23克，含銀量889/1000）為帝國的通用貨幣，名為帝國塔勒（Reichstaler），此硬幣在交易活動中則一直被使用到大約18世紀初。
1571 年，薩克森及其鑄造的薩克森塔勒也被納入帝國貨幣體系。不過，這種統一局面僅維持了短短幾年。
1573 年，皇帝馬克西米利安二世再次取消了帝國貨幣法在哈布斯堡領地的約束力。再加上小面額貨幣管理不善、銀價與面值不匹配、高成色的帝國貨幣被出口或熔化以謀取差價，以及市場中出現大量成色不足的貨幣，都導致了不斷加劇的貨幣危機。
而在「17 世紀初的通貨膨脹事件」（Kipper- und Wipper-Inflation）期間，帝國貨幣法甚至被無視，取而代之的是各地發行的地方貨幣。所謂地方貨幣，是指僅在本地有效的貨幣，例如 1620 年至 1623 年間鑄造的「Kippertaler」（一種在薩克森地區發行的貨幣）。